# مزرعه نورجان شیرمحمدی
مزرعه نورجان شیرمحمدی یک آبادی در ایران است که در دهستان سلطانعلی واقع شده‌است. مزرعه نورجان شیرمحمدی ۵۳۴ نفر جمعیت دارد.